# 德爾亥 (明尼蘇達州)
德爾亥（英語：Delhi）是一個位於美國明尼蘇達州雷德伍德縣的城市。

## 歷史
德爾亥於1884年成立。德爾亥的郵局於1894年成立，其後於1979年停運。

## 人口
根據2020年美國人口普查的數據，德爾亥的面積為1.97平方千米，皆為陸地。當地共有人口46人，而人口密度為每平方千米23人。